# Calliscelio savaiiensis
Calliscelio savaiiensis är en stekelart som först beskrevs av David Timmins Fullaway 1939. 
Calliscelio savaiiensis ingår i släktet Calliscelio och familjen Scelionidae. Inga underarter finns listade.